# 런던 교향악단

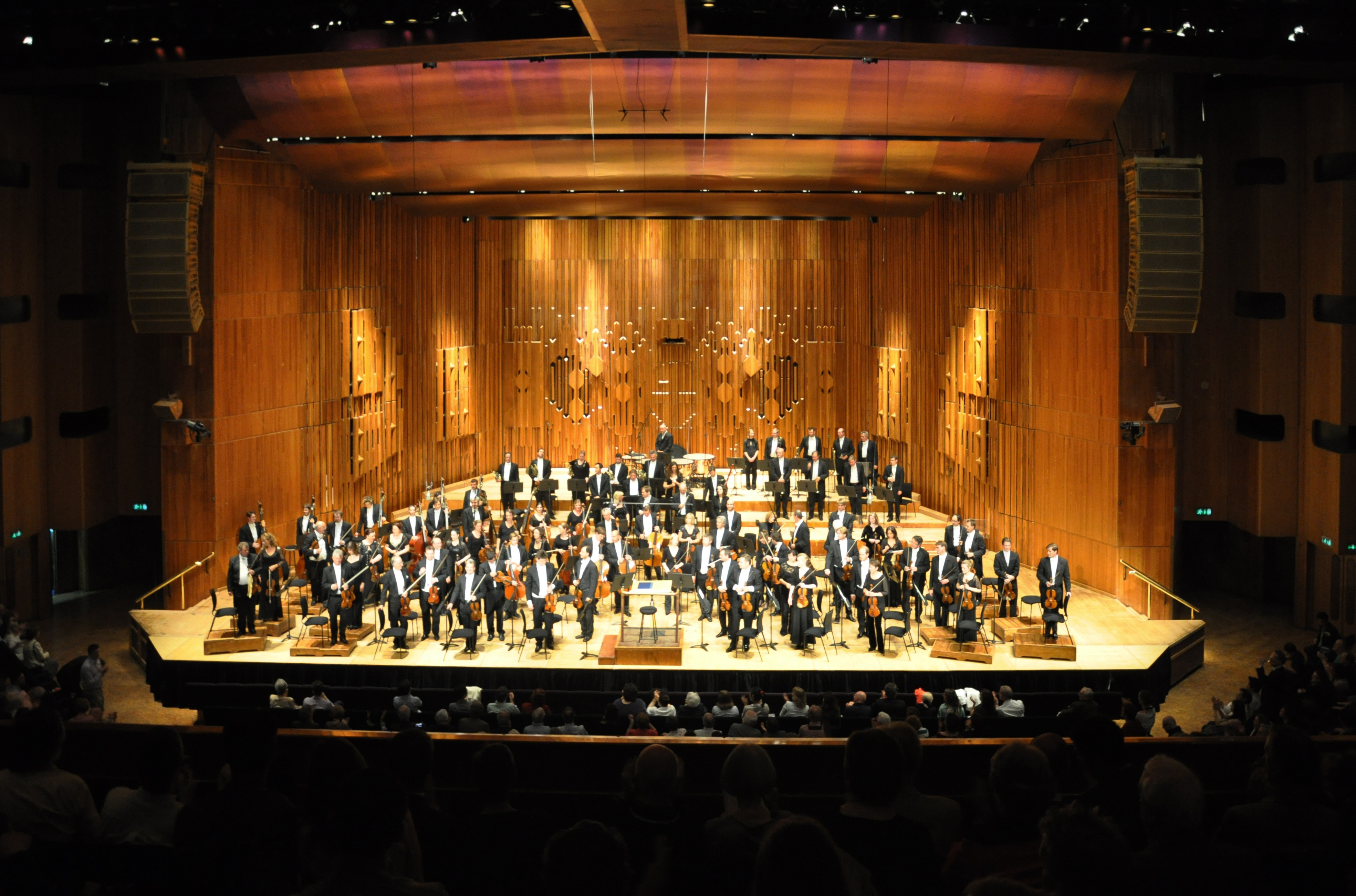

런던 교향악단(London Symphony Orchestra)은 영국의 대표적인 관현악단이다. 광범위한 활동 영역과 높은 수준의 연주력으로 세계 유명 관현악단 중 하나로 손꼽히고 있다.

## 역사
영국의 관현악단들은 유럽과 마찬가지로 오페라극장 등에 소속된 단체들이 대부분이었으나, 19세기 중반부터 관현악 연주회의 관습이 유럽 본토에서 유입되면서 전문 관현악단의 설립이 여러 차례 시도되었다. 그 중 런던을 본거지로 한 가장 영향력 있는 악단은 퀸즈홀 관현악단이었고, 20세기 초반까지도 헨리 우드의 지휘로 명성을 떨치고 있었다.
그러나 1903년에 우드가 단원들의 부업을 금지하는 등의 강경한 조치를 취하자 악단 내부에서 심한 내분이 일어났고, 그 결과 약 50명의 단원들이 퇴단해 새로운 악단을 결성하게 되었다. 이듬해인 1904년 6월 9일에 한스 리히터의 지휘로 창단식 겸 첫 공연을 개최했으며, 이름은 런던 심포니 오케스트라로 결정했다. 리히터는 창단과 동시에 상임 지휘자로 초빙받아 1911년 은퇴할 때까지 활동했으며, 리히터 후에는 작곡가로 유명한 에드워드 엘가와 아르투르 니키슈가 그 뒤를 이었다. 니키슈는 창단 최초의 해외 공연을 미국에서 개최하고 녹음 작업도 진행하는 등 활발한 활동을 했으나, 1914년 1차 세계대전 발발과 함께 적성국인이 되어 퇴진해야 했다.
대전 중에는 토머스 비첨이 상임직을 계승해 활동했고, 종전 1년 후인 1919년 앨버트 코츠가 자리를 이어받아 활동했다. 전후에는 독일이나 오스트리아 등의 지휘자들을 초빙해 객원 연주회도 재개했고, 엘가나 구스타브 홀스트 등의 영국 관현악 작품을 비롯한 여러 곡들을 녹음해 음반 산업계에서도 각광을 받게 되었다. 그러나 1930년대부터는 경제 대공황의 여파로 악단의 활동이나 운영도 점차 축소되었으며, 1935년에 해밀턴 하티가 사임한 후 약 16년간 상임 지휘자직이 공석인 채로 객원 지휘에 의존해야 했다.
2차 세계대전 종전 후 음악계도 점차 활기를 되찾기 시작했고, 1951년 요제프 크립스를 초빙해 상임 지휘자 제도를 부활시켰다. 1961년에는 프랑스 출신의 노장 지휘자였던 피에르 몽퇴가 부임해 큰 인기를 얻었으며, 몽퇴 사후에는 이슈트반 케르테즈가 그 자리를 이어받았다. 케르테즈는 젊은 세대의 대표격 지휘자로 관심을 모았지만, 악단 운영진과의 불화와 청중 동원 능력의 미흡함 등이 지적되어 1968년에 사임했다. 후임으로는 앙드레 프레빈이 임명되었으며, 텔레비전 출연과 다양한 녹음 작업으로 악단 명성의 확립에 크게 이바지했다.
프레빈 사임 후에는 클라우디오 아바도와 마이클 틸슨 토머스가 차례로 상임 지휘자직을 계승했으며, 1995년에는 콜린 데이비스가 이어받아 프레빈과 함께 최장 재임 기록(11년)을 갱신했다. 2007년에는 창단 이후 최초의 러시아인 상임 지휘자로 발레리 게르기에프를 맞이했으며, 현재 계속 재임 중이다. 전임자였던 데이비스에게는 회장 직책이 주어졌으며, 프레빈도 계관 지휘자 칭호를 수여받았다. 이외에도 역시 전임자였던 틸슨 토머스와 다니엘 하딩이 수석 객원 지휘자로 활동하고 있다.

## 부속 단체와 주요 활동
1966년에 악단 부속 합창단인 런던 심포니 코러스(London Symphony Chorus)가 창단되었으며, 독립적인 공연 외에 합창 붙은 관현악 작품의 연주 때 협연하고 있다. 니키슈 재임 시대부터 시작한 녹음 활동은 지금도 계속되고 있으며, 2000년부터는 악단 자체 음반사를 만들어 'LSO Live'라는 타이틀로 실황 녹음들을 음반화하고 있다.
공연장은 예전까지 악단의 모태가 된 퀸즈홀 관현악단의 상주 공연장이었던 퀸즈홀을 비롯해 로열 앨버트 홀이나 로열 페스티벌 홀 등을 사용하고 있었으나, 1982년 바비컨 센터가 준공되면서 상주 악단이 되었다. 클래식 연주회 외에도 영화 음악 녹음으로 유명하며, 딥 퍼플 등과 협연하고 게임 음악도 녹음하는 등 활동 영역을 계속 넓히고 있다. 김동률도 자신의 솔로 앨범 2집부터 악단과 공동 작업을 시작했으며, 4집까지 계속 이어지고 있다.
역대 단원 중에는 플루티스트 제임스 골웨이나 호르니스트 배리 터크웰, 클라리네티스트 게르바스 드 페이어, 하피스트 오시안 엘리스 등이 솔리스트로 활발한 활동을 하고 있다.

## 역대 상임 지휘자
- 한스 리히터 (1904-1911)
- 에드워드 엘가 (1911-1912)
- 아르투르 니키슈 (1912-1914)
- 토머스 비첨 (1915-1917)
- 앨버트 코츠 (1919-1922)
- 빌럼 멩엘베르흐 (1930-1931)
- 해밀턴 하티 (1932-1935)
- 요제프 크립스 (1951-1954)
- 피에르 몽퇴 (1960-1964)
- 이슈트반 케르테즈 (1965-1968)
- 앙드레 프레빈 (1968-1979)
- 클라우디오 아바도 (1979-1987)
- 마이클 틸슨 토머스 (1987-1995)
- 콜린 데이비스 (1995-2006)
- 발레리 게르기예프 (2007-2015)
- 사이먼 래틀 (2017-2023)
- 안토니오 파파노 (2023- )

상임 지휘자 외에도 저명한 노장 지휘자들을 회장 혹은 명예 회장 등의 직책으로 초빙하기도 하는데, 데이비스 이전에는 칼 뵘이나 레너드 번스타인도 회장 직책으로 객원 출연하기도 했다.
또한 2017년 9월에는 버밍엄 시립 교향악단의 수석 지휘자를 지냈고 베를린 필하모닉 오케스트라의 수석 지휘자를 맡고 있는 사이먼 래틀이 게르기에프의 뒤를 잇는 상임 지휘자로 취임하여 6년간의 시간을 보내고 계약을 종료하였다.
2023-24 시즌부터 사이먼 래틀경에 이어 안토니오 파파노경이 상임 지휘자의 자리를 맡아 런던 심포니를 이끌게 된다.
그는 2005년부터 2023년까지 산타 체칠리아 국립음악원 관현악단의 음악감독으로서 그 역량을 인정받았다.